# Petite Creuse
Petite Creuse é um rio localizado na França.